# 2010-es Formula–2 brit nagydíj (Silverstone)
A Silverstone-i brit nagydíj volt a 2010-es Formula–2-es bajnokság nyitófutama. A versenyt Silverstone Circuit versenypályán rendezték április 18-án.
Az első versenyen a brit Jolyon Palmer mesterhármast ért el, ugyanis a pole pozíciót is megszerezte, a versenyt is ő nyerte, valamint a leggyorsabb kör is az övé volt. Mellé a dobogóra honfitársa, Dean Stoneman és az orosz Szergej Afanaszjev állhatott fel.
A második versenyt a pole-ból induló Philipp Eng nyerte az első futam győztese, Jolyon Palmer és a dán Johan Jokinen előtt.

## Első időmérő
| Poz. | #  | Versenyző            | Köridő   | Rajtrács |
| ---- | -- | -------------------- | -------- | -------- |
| 1    | 3  | Jolyon Palmer        | 1:36.380 | 1        |
| 2    | 17 | Johan Jokinen        | 1:36.521 | 2        |
| 3    | 48 | Dean Stoneman        | 1:36.707 | 3        |
| 4    | 33 | Philipp Eng          | 1:37.056 | 4        |
| 5    | 14 | Szergej Afanaszjev   | 1:37.088 | 5        |
| 6    | 2  | Will Bratt           | 1:37.390 | 6        |
| 7    | 21 | Kazim Vasiliauskas   | 1:37.468 | 7        |
| 8    | 11 | Jack Clarke          | 1:37.497 | 8        |
| 9    | 9  | Mihai Marinescu      | 1:37.531 | 9        |
| 10   | 10 | Benjamin Lariche     | 1:37.573 | 10       |
| 11   | 24 | Tom Gladdis          | 1:37.674 | 11       |
| 12   | 7  | Ivan Samarin         | 1:37.686 | 12       |
| 13   | 6  | Armaan Ebrahim       | 1:37.703 | 13       |
| 14   | 19 | Nicola de Marco      | 1:37.848 | 14       |
| 15   | 4  | Benjamin Bailly      | 1:38.219 | 15       |
| 16   | 27 | Paul Rees            | 1:38.297 | 16       |
| 17   | 12 | Kelvin Snoeks        | 1:38.425 | 17       |
| 18   | 5  | Ricardo Teixeira     | 1:38.490 | 18       |
| 19   | 77 | Natalia Kowalska     | 1:38.608 | 19       |
| 20   | 26 | Parthiva Sureshwaren | 1:39.336 | 20       |
| 21   | 8  | Plamen Kralev        | 1:40.065 | 21       |
| 22   | 28 | Ajith Kumar          | 1:42.664 | 22       |

## Második időmérő
| Poz. | #  | Versenyző            | Köridő   | Rajtrács |
| ---- | -- | -------------------- | -------- | -------- |
| 1    | 33 | Philipp Eng          | 1:36.992 | 1        |
| 2    | 3  | Jolyon Palmer        | 1:37.012 | 2        |
| 3    | 48 | Dean Stoneman        | 1:37.096 | 3        |
| 4    | 11 | Jack Clarke          | 1:37.197 | 4        |
| 5    | 17 | Johan Jokinen        | 1:37.242 | 5        |
| 6    | 24 | Tom Gladdis          | 1:37.420 | 6        |
| 7    | 2  | Will Bratt           | 1:37.439 | 7        |
| 8    | 14 | Szergej Afanaszjev   | 1:37.586 | 8        |
| 9    | 21 | Kazim Vasiliauskas   | 1:37.774 | 9        |
| 10   | 9  | Mihai Marinescu      | 1:37.889 | 10       |
| 11   | 10 | Benjamin Lariche     | 1:37.910 | 11       |
| 12   | 6  | Armaan Ebrahim       | 1:37.959 | 12       |
| 13   | 19 | Nicola de Marco      | 1:38.137 | 13       |
| 14   | 6  | Ricardo Teixeira     | 1:38.263 | 14       |
| 15   | 4  | Benjamin Bailly      | 1:38.419 | 15       |
| 16   | 7  | Ivan Samarin         | 1:38.538 | 16       |
| 17   | 12 | Kelvin Snoeks        | 1:38.731 | 17       |
| 18   | 77 | Natalia Kowalska     | 1:38.884 | 18       |
| 19   | 27 | Paul Rees            | 1:38.922 | 19       |
| 20   | 26 | Parthiva Sureshwaren | 1:39.885 | 20       |
| 21   | 8  | Plamen Kralev        | 1:40.389 | 21       |
| 22   | 28 | Ajith Kumar          | 1:41.596 | 22       |

## Első verseny
| Poz.                                                            | #  | Versenyző            | Körök | Idő/Kiesés oka | Rajtrács | Pont |
| --------------------------------------------------------------- | -- | -------------------- | ----- | -------------- | -------- | ---- |
| 1                                                               | 3  | Jolyon Palmer        | 23    | 38:16.660      | 1        | 25   |
| 2                                                               | 48 | Dean Stoneman        | 23    | +3.011         | 3        | 18   |
| 3                                                               | 14 | Szergej Afanaszjev   | 23    | +7.084         | 5        | 15   |
| 4                                                               | 33 | Philipp Eng          | 23    | +9.932         | 4        | 12   |
| 5                                                               | 21 | Kazim Vasiliauskas   | 23    | +11.581        | 7        | 10   |
| 6                                                               | 2  | Will Bratt           | 23    | +12.383        | 6        | 8    |
| 7                                                               | 9  | Mihai Marinescu      | 23    | +23.825        | 9        | 6    |
| 8                                                               | 6  | Armaan Ebrahim       | 23    | +26.881        | 13       | 4    |
| 9                                                               | 19 | Nicola de Marco      | 23    | +31.843        | 14       | 2    |
| 10                                                              | 10 | Benjamin Lariche     | 23    | +34.242        | 10       | 1    |
| 11                                                              | 4  | Benjamin Bailly      | 23    | +35.835        | 15       |      |
| 12                                                              | 12 | Kelvin Snoeks        | 23    | +37.416        | 17       |      |
| 13                                                              | 27 | Paul Rees            | 23    | +45.008        | 16       |      |
| 14                                                              | 77 | Natalia Kowalska     | 23    | +49.185        | 19       |      |
| 15                                                              | 8  | Plamen Kralev        | 23    | +1:05.155      | 21       |      |
| 16                                                              | 26 | Parthiva Sureshwaren | 23    | +1:22.842      | 20       |      |
| 17                                                              | 5  | Ricardo Teixeira     | 22    | +1 kör         | 18       |      |
| 18                                                              | 28 | Ajith Kumar          | 22    | +1 kör         | 22       |      |
| Kiesett                                                         | 17 | Johan Jokinen        | 2     |                | 2        |      |
| Kiesett                                                         | 24 | Tom Gladdis          | 1     |                | 11       |      |
| Nem indult                                                      | 11 | Jack Clarke          | 0     |                | 8        |      |
| Kizárva                                                         | 7  | Ivan Samarin         | 12    |                | 12       |      |
| Leggyorsabb kör: Jolyon Palmer 1:38.985 (186.97kph) a 8. körben |    |                      |       |                |          |      |

## Második verseny
| Poz.                                                           | #  | Versenyző            | Körök | Idő/Kiesés oka | Rajtrács | Pont |
| -------------------------------------------------------------- | -- | -------------------- | ----- | -------------- | -------- | ---- |
| 1                                                              | 33 | Philipp Eng          | 23    | 38:07.958      | 1        | 25   |
| 2                                                              | 3  | Jolyon Palmer        | 23    | +0.807         | 2        | 18   |
| 3                                                              | 17 | Johan Jokinen        | 23    | +16.230        | 5        | 15   |
| 4                                                              | 11 | Jack Clarke          | 23    | +20.571        | 4        | 12   |
| 5                                                              | 2  | Will Bratt           | 23    | +21.418        | 7        | 10   |
| 6                                                              | 14 | Szergej Afanaszjev   | 23    | +28.067        | 8        | 8    |
| 7                                                              | 21 | Kazim Vasiliauskas   | 23    | +33.443        | 9        | 6    |
| 8                                                              | 9  | Mihai Marinescu      | 23    | +35.331        | 10       | 4    |
| 9                                                              | 6  | Armaan Ebrahim       | 23    | +45.026        | 12       | 2    |
| 10                                                             | 19 | Nicola de Marco      | 23    | +46.849        | 13       | 1    |
| 11                                                             | 4  | Benjamin Bailly      | 23    | +47.747        | 15       |      |
| 12                                                             | 77 | Natalia Kowalska     | 23    | +52.187        | 18       |      |
| 13                                                             | 27 | Paul Rees            | 23    | +53.632        | 19       |      |
| 14                                                             | 5  | Ricardo Teixeira     | 23    | +55.003        | 14       |      |
| 15                                                             | 7  | Ivan Samarin         | 23    | +56.655        | 16       |      |
| 16                                                             | 26 | Parthiva Sureshwaren | 23    | +1:12.674      | 20       |      |
| 17                                                             | 8  | Plamen Kralev        | 23    | +1:24.144      | 21       |      |
| 18                                                             | 28 | Ajith Kumar          | 21    | +2 kör         | 22       |      |
| 19                                                             | 10 | Benjamin Lariche     | 20    | +3 kör         | 11       |      |
| Kiesett                                                        | 12 | Kelvin Snoeks        | 17    |                | 17       |      |
| Kiesett                                                        | 48 | Dean Stoneman        | 8     |                | 3        |      |
| Kiesett                                                        | 24 | Tom Gladdis          | 5     |                | 6        |      |
| Leggyorsabb kör: Philipp Eng 1:38.733 (187.45kph) a 18. körben |    |                      |       |                |          |      |